# Sala Cabanyes
La Sala Cabanyes es el teatro del Centro Católico, situado en el barrio de La Riera de Mataró. Cada año se representan Los Pastorets de Mataró. Tiene el nombre del arquitecto Emili Cabanyes i Rabassa (1850-1917), antiguo presidente e impulsor del Centro Católico.
El edificio, diseñado por el arquitecto Gaietà Cabañas fue inaugurado en 1933, para acoger las actividades de la sección teatral que, creada en 1906, desde entonces tomaría ese nombre. Además de Los Pastorets de Mataró,desde 1935 se empieza a representar la Pasión , creando controversia por el hecho inaudito entonces de hacer participar actores de ambos sexos. En 1981, el Ayuntamiento de Mataró reconoció Los Pastorets como patrimonio cultural de la ciudad. En 2016, la Generalitat de Cataluña otorgó a Sala Cabanyes la Cruz de San Jorge, con motivo del centenario de las representaciones de Los Pastorets de Mataró.
En noviembre de 2010, la Sala inauguró un nuevo espacio teatral en la Sala del Centro Católico, el Espacio Saleta, destinado a montajes de pequeño formato. La primera obra que se representó fue Adulterio. de Woody Allen, dirigida por José Sánchez y Pedro Vázquez. Los años 2016 y 2017, para celebrar el centenario de la sección teatral, se montó un extenso programa de actividades.